# John Giesy
John Paul Giesy Jr. (* 9. August 1948 in Youngstown (Ohio)) ist ein kanadisch-amerikanischer Ökotoxikologe und Umweltchemiker. Er ist emeritierter Professor an der University of Saskatchewan und gilt als Pionier in der Erforschung von per- und polyfluorierten Alkylverbindungen (PFAS) in der Umwelt.

## Karriere und Forschung
Giesy erwarb 1971 und 1974 an der Michigan State University den Master und den PhD-Abschluss in Limnologie. Der Titel seiner Dissertation lautete: The effects of humic acids on the growth of and uptake of iron and phosphorus by the green alga Scenedesmus obliquus (Türp) Kütz.
Von 1974 bis 1981 war er Mitarbeiter des Savannah River Ecology Laboratory und Dozent am Institut für Ökologie und an der Abteilung für Zoologie der Universität Georgia. Bis 2006 war er außerordentlicher Professor für Zoologie an der Michigan State University.
An der Michigan State University machte er folgende Entdeckungen:
- die Ursache von Missbildungen und Sterblichkeit bei Vögeln in den Großen Seen,[6]
- die photoinduzierte Toxizität sowie[7][8]
- das Vorkommen von perfluorierten Chemikalien in der Umwelt.

Im Jahr 2001 veröffentlichte Giesy zusammen mit Kurunthachalam Kannan eine (inzwischen über 3000-mal zitierte) Studie über die globale Verbreitung von Perfluoroctansulfonat (PFOS) in der Tierwelt. Giesy gilt als der erste Wissenschaftler, der toxische PFAS in der Umwelt entdeckte und dazu beitrug, den Chemiegiganten 3M davon zu überzeugen, die Herstellung dieser Chemikalien einzustellen.
Im Jahr 2006 wurde Giesy zum Professor im Department of Veterinary Biomedical Sciences der University of Saskatchewan berufen.

## Kontroverse
Im Jahr 2018 wurde Giesy beschuldigt, verdeckt akademische Forschung über die Gefahren von per- und polyfluorierte Alkylverbindungen (PFAS) zugunsten von 3M zu unterdrücken. Anwälte, die den Bundesstaat Minnesota vertraten, behaupteten, Giesy sei Teil einer Kampagne von 3M, wissenschaftliche Forschung über die Toxizität von PFAS zu „verzerren“ und zu „unterdrücken“.
Giesy habe sich die Zeit, die er für das Reviewen von bei Zeitschriften eingereichten Manuskripten aufwendete, von 3M bezahlen lassen. Damit es keine belastenden Nachweise gebe, habe er diese Zeit in den Zeiterfassungsbögen jeweils als Literaturrecherchen ausgewiesen. Andere Manuskripte, die er zum Reviewen erhalten hatte, habe er an 3M-Mitarbeiter weitergeleitet, damit diese das Review an seiner Stelle vornehmen konnten.
Giesy wies in der Folge alle Vorwürfe zurück und argumentierte, dies sei ein Versuch des Bundesstaats Minnesota und seiner Generalstaatsanwältin, seinen Ruf zu schädigen, nachdem er sich geweigert hatte, in einem Prozess gegen 3M als Sachverständiger aufzutreten.
Von FOX 9 eingeholte Zeugenaussagen zeigen, wie Führungskräfte und Wissenschaftler von 3M eine Strategie zur Beeinflussung der wissenschaftlichen Erkenntnisse über PFAS verfolgten, die öffentliche Wahrnehmung beeinflussten und versuchten, einige Informationen geheim zu halten.

## Schriften (Auswahl)
Herausgeberschaften
- mit Renato Baudo, Herbert Muntau: Sediments. Chemistry and Toxicity of In-Place Pollutants. Lewis Publishers, Ann Arbor 1990, ISBN 0-87371-252-8.
- mit Erik R. Christensen, David N. Edgington: Contaminated Aquatic Sediments. Proceedings of the First International Specialized Conference on Contaminated Aquatic Sediments (= Water Science and Technology. Band 28, Nr. 8/9). Pergamon Press, Oxford 1994, ISBN 0-08-042492-9.
- mit Keith R. Salomon: Reviews of Environmental Contamination and Toxicology. Ecological Risk Assessment for Chlorpyrifos in Terrestrial and Aquatic Systems in North America (=  Reviews of Environmental Contamination and Toxicology. Band 231). Springer Open, Cham 2014, ISBN 978-3-319-03864-3.